# Saccorhiza polyschides
Espèce
Synonymes
- Alaria pylaiei var. grandifolia (J.Agardh) Jónsson, 1904[2]
- Fucus bulbosus Hudson, 1778[2]
- Fucus polyschides Lightfoot, 1777[2]
- Gigantea bulbosa Stackhouse, 1816[2]
- Haligenia bulbosa Decaisne, 1842[2]
- Laminaria blossevillei Bory de Saint-Vincent, 1838[2]
- Laminaria bulbosa J.V.Lamouroux, 1813[2]
- Phasgonon bulbosum (Hudson) S.F.Gray, 1821[2]
- Phycocastanum bulbosum Kützing, 1843[2]
- Saccorhiza bulbosa J.Agardh, 1848[2]
- Ulva bulbosa A.P.de Candolle, 1805[2]

Saccorhiza polyschides est une espèce d’algues brunes de la famille des Phyllariaceae.